# 人造山

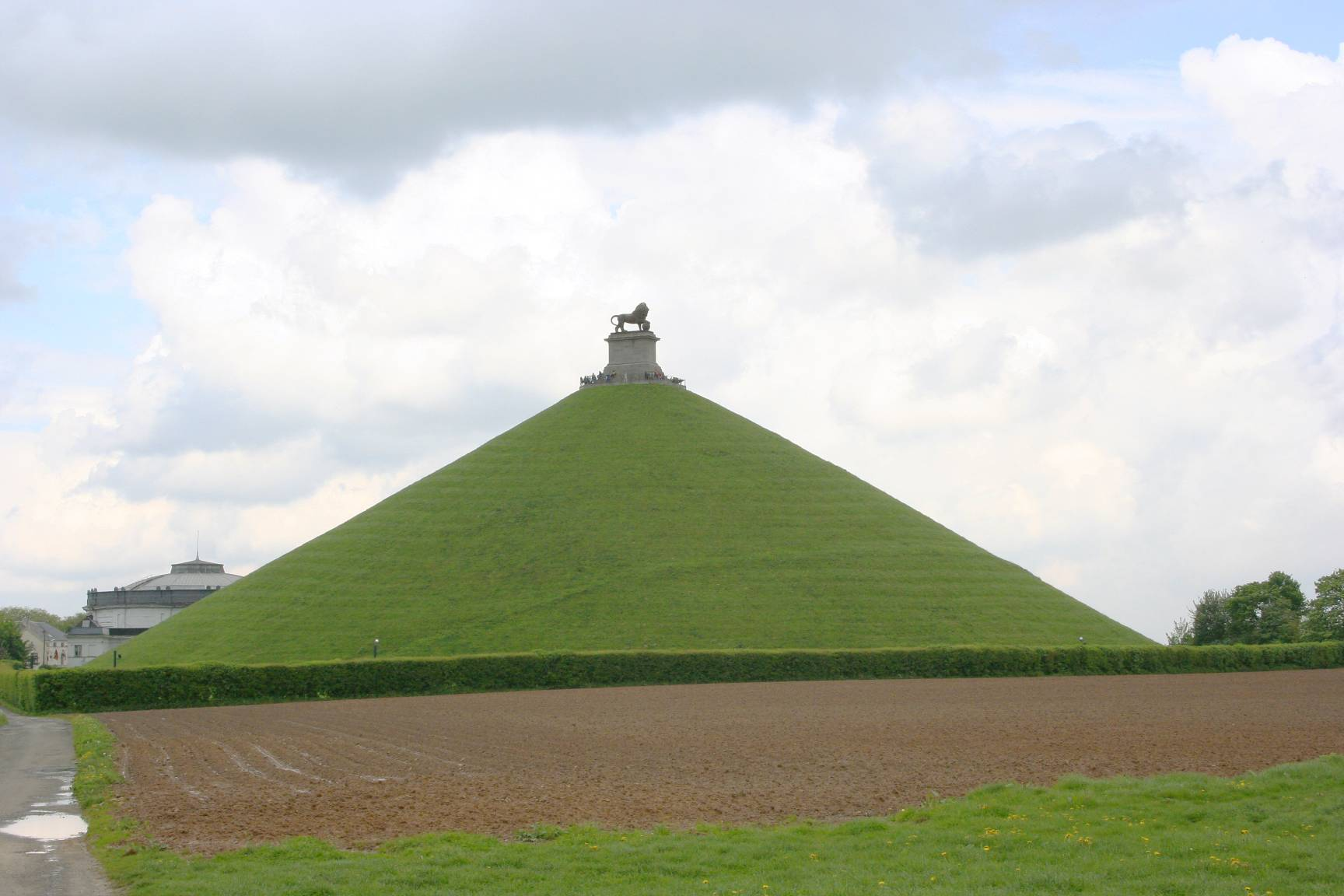
比利時瓦隆-布拉班特省布賴恩拉勒的人造山獅子山 (布賴恩拉勒)

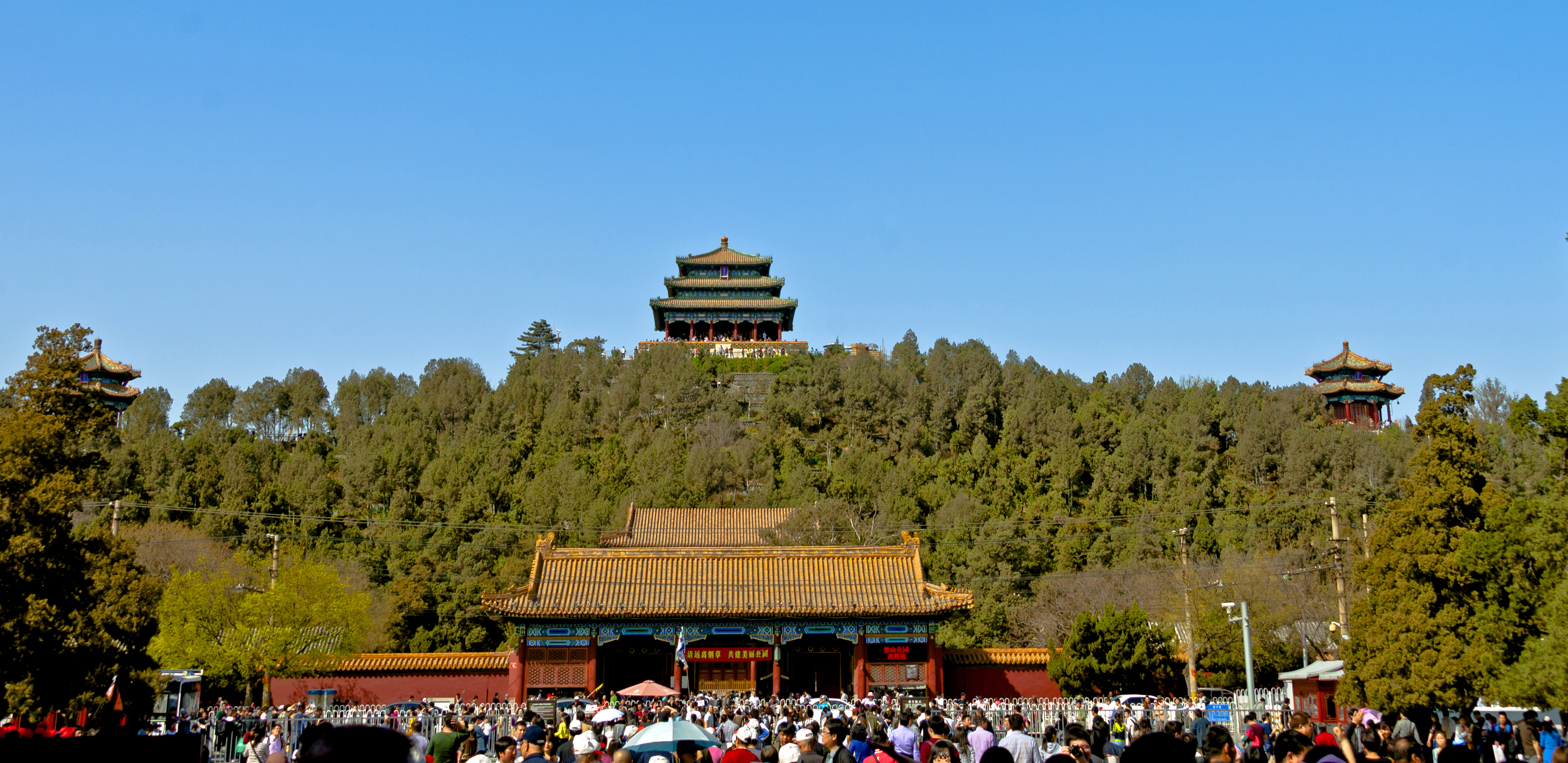
位於北京的景山，由挖掘筒子河和太液池、南海的泥土堆成

人造山，又稱人工山、堆山，日本稱築山（／ Tsukiyama），是人造的山。建造的目的有測量、防禦、庭園觀賞用、公園內兒童的遊具等。
2009年，德國宣佈於柏林建造一座高於1000米、名為伯格的人造山，築成後將成為全世界最大的的人造山。

## 庭園的堆山

### 東亞園林中的堆山
在東亞園林造景中，堆山是重要的部份，常與理水同時進行，例如把挖掘人工湖的泥土堆成山，模仿自然界的山。其中以園林石堆疊或用灰泥所建成的石山又稱為假山。

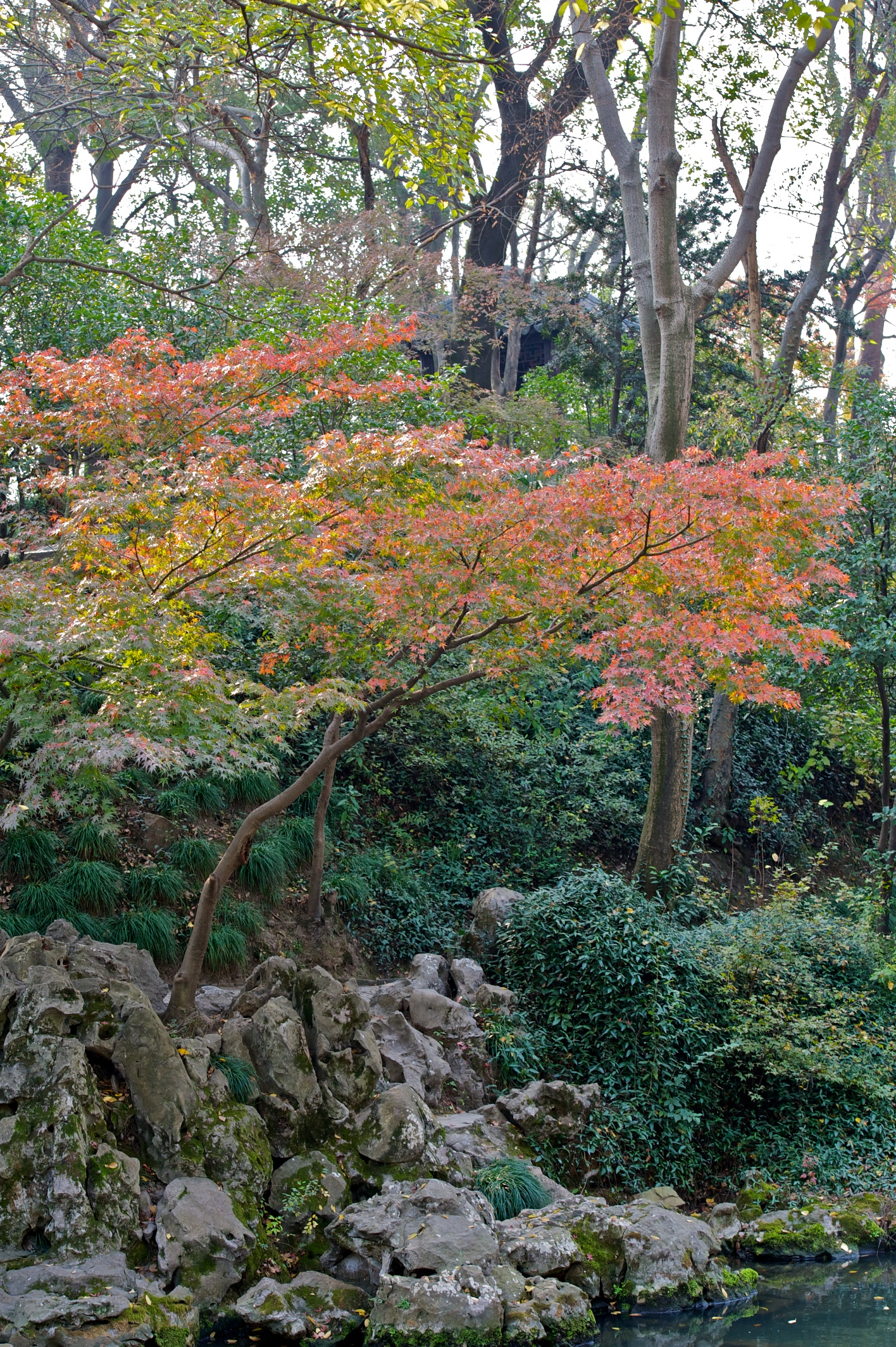
蘇州拙政園中的堆山
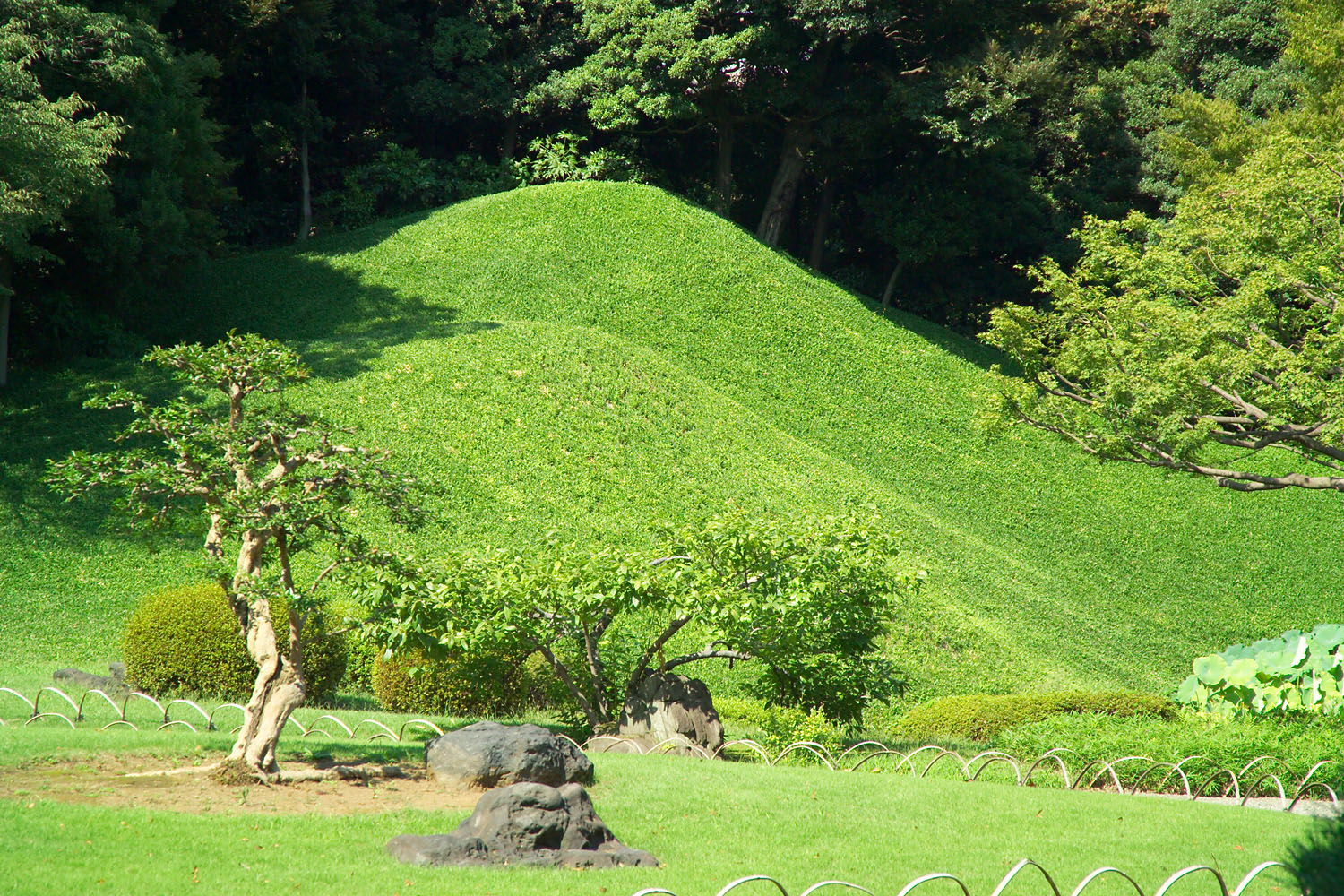
日本東京都小石川後樂園的築山
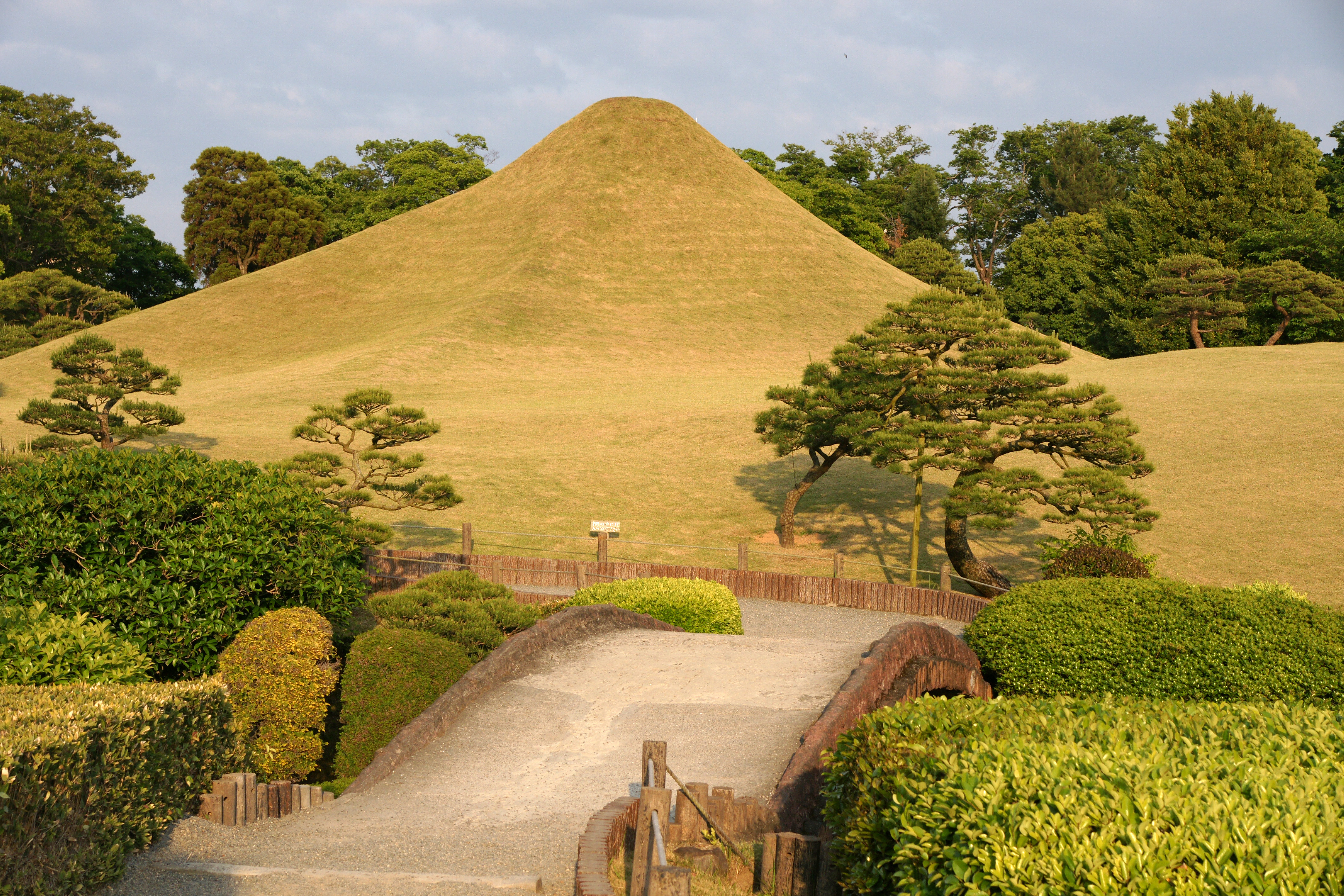
日本熊本縣熊本市水前寺成趣園模仿富士山形狀建成的築山「富士」
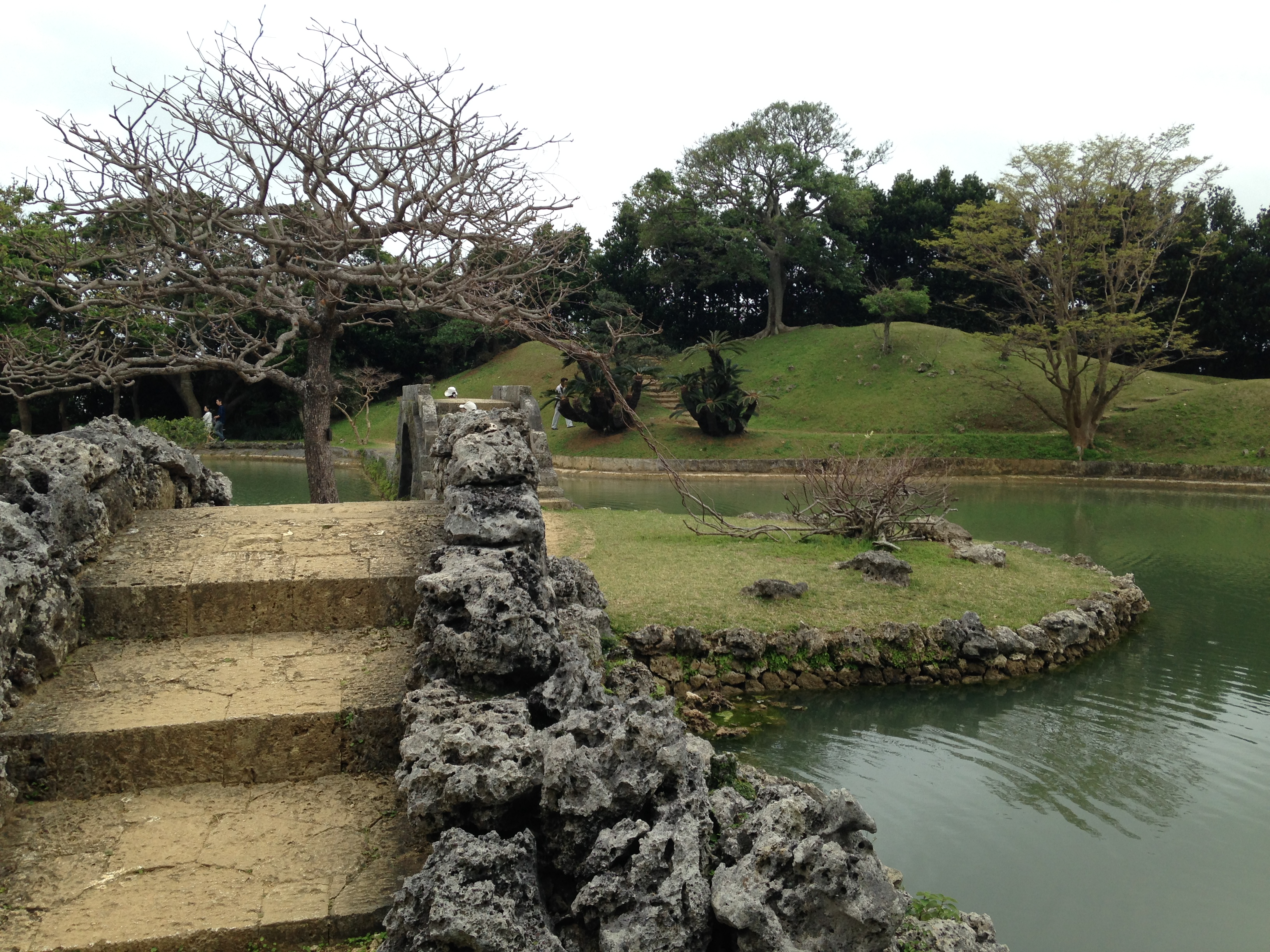
琉球首里（今日本沖繩縣那霸市首里地區）識名園的堆山

## 風水作用
風水學上村落、住宅等需要背山面水，若村落或住宅背後無天然的靠山，人們常會堆山，有時是與挖掘風水池同時進行，把村落或住宅前方挖風水池時挖出來的泥土移至後方堆成山。

## 防澇用
在一些低窪地區的住宅聚落經常會因潮漲或河水氾濫導致水災，人們就在聚落周圍堆山來防水災，稱為防澇山。

## 軍事用途
以土石堆製成的人造山亦可作軍事用途，通常形式為地下基地，可作為儲備倉庫，亦可設置導彈、火箭發射口。也可以作為防禦工事，
例如1960年代中蘇交惡後，中華人民共和國為了準備隨時迎戰蘇聯，於國內不少地方堆山作為防禦。

## 其他原因
一些礦場、隧道工程及水利工程會將挖出的土石堆積成山。另外有些地方的垃圾處理場也可能將垃圾堆積後，在表面覆蓋土壤復育成為人造山，例如台灣台北市內湖區的內湖復育園區。

## 例子

### 東亞

#### 中华人民共和国
- 景山：北京市西城區，是明代和清代的御苑。
- 艮岳：河南省開封市，宋徽宗命蔡京負責營建之巨大人造山。

#### 日本
- 箱根山：東京都新宿區。山手線內之最高峰（標高44.6m）。山頂有水準點。
- 日和山：宮城縣仙台市宮城野區，標高僅3m，為日本最低的山峰。
- 天保山：大阪府大阪市港區。標高4.53m。國土地理院發行的地形圖有標示山名，山頂有二等三角點。
- 蘇鐵山：大阪府堺市堺區。標高6.84m。山頂有一等三角點。
- 安國山：琉球國首都首里（今屬日本沖繩縣那霸市），為興建北園中的人工湖龍潭所挖出的土堆建成。

#### 台灣
- 七股鹽山：位於台南市七股區，堆鹽高度約20公尺，過去為台鹽公司的七股鹽場，2002年5月停止曬鹽後轉型成觀光旅遊景點。
- 內湖垃圾山：位於台北市內湖區，曾高60公尺，今高40公尺。

### 歐洲
- 西爾布利山（英语：Silbury Hill）：英國威特爾郡，建於公元前2500年左右，高30米，寬160米，是現時歐洲最大的人造山。
- 獅子山 (布賴恩拉勒)（英语：Lion's Mound）：比利時瓦隆-布拉班特省布賴恩拉勒，高約43米，寬300米。
- 土丘 (愛丁堡)：蘇格蘭愛丁堡中心的一個人工山。

## 外部連結
- 2万5千分1地形圖名：東京西部 (南東)（页面存档备份，存于）
- 國土地理院 地圖閲覧システム 2万5千分1 地形圖名：大阪西南部(和歌山) （页面存档备份，存于）